# Jämförelse av Intelprocessorer
| Processor                 | Serie Nomenklatur                                       | Kodnamn | Klockfrekvens       | Sockel                                                                      | Tillverkning                                | TDP       | Antal kärnor              | Busshastighet | L2 cache               | L3 cache     |
| ------------------------- | ------------------------------------------------------- | --- | ------------------- | --------------------------------------------------------------------------- | ------------------------------------------- | --------- | ------------------------- | --- | ---------------------- | ------------ |
| Intel Atom                | 2xx, 3xx, N2xx, Z5xx                                    | Diamondville, Pineview, Silverthorne | 800 MHz – 2 GHz     | Sockel PBGA437, Sockel PBGA441                                              | 45 nm                                       | 0,65–8 W  | Singel, dubbel            | 400 MHz, 533 MHz, 667 MHz                                                                                         | 512 KB – 1 MB          | N/A          |
| Intel Celeron             | 3xx, 4xx, 5xx                                           | Banias, Cedar Mill, Conroe, Coppermine, Covington, Dothan, Mendocino, Northwood, Prescott, Tualatin, Willamette, Yonah | 266 MHz – 3,6 GHz   | Lucka 1, Sockel 370, Sockel 478, Sockel 479, Sockel 495, Sockel M, Sockel T | 45 nm, 65 nm, 90 nm, 130 nm, 180 nm, 250 nm | 5,5–86 W  | Singel, dubbel            | 66 MHz, 100 MHz, 133 MHz, 400 MHz, 533 MHz, 800 MHz                                                               | 0 KB – 1 MB            | N/A          |
| Intel Pentium III         | N/A                                                     | Katmai, Coppermine, Tualatin | 450 MHz – 1,4 GHz   | Lucka 1, Sockel 370                                                         | 130 nm, 180 nm, 250 nm                      | 17–34,5 W | Singel                    | 100 MHz, 133 MHz                                                                                                  | 256 KB – 512 KB        | N/A          |
| Intel Xeon                | n3xxx, n5xxx, n7xxx                                     | Allendale, Cascades, Clovertown, Conroe, Cranford, Dempsey, Drake, Dunnington, Foster, Gainestown, Gallatin, Harpertown, Irwindale, Kentsfield, Nocona, Paxville, Potomac, Prestonia, Sossaman, Tanner, Tigerton, Tulsa, Wolfdale, Woodcrest | 400 MHz – 3,8 GHz   | Lucka 2, Sockel 603, Sockel 604, Sockel M, Sockel J, Sockel T, Sockel B     | 45 nm, 65 nm, 90 nm, 130 nm, 180 nm, 250 nm | 16–165 W  | Singel, dubbel, fyra, sex | 100 MHz, 133 MHz, 400 MHz, 533 MHz, 667 MHz, 800 MHz, 1066 MHz, 1333 MHz, 1600 MHz, 4,8 GT/s, 5,86 GT/s, 6,4 GT/s | 256 KB – 12 MB (2×6MB) | 4 MB – 16 MB |
| Pentium 4                 | 5xx, 6xx                                                | Cedar Mill, Northwood, Prescott, Willamette | 1,3 GHz – 3,8 GHz   | Sockel 423, Sockel 478, Sockel T                                            | 65 nm, 90nm, 130 nm, 180 nm                 | 21–115 W  | Singel                    | 400 MHz, 533 MHz, 800 MHz, 1066 MHz                                                                               | 256 KB – 2 MB          | N/A          |
| Pentium 4 Extreme Edition | 5xx, 6xx                                                | Gallatin, Prescott 2M | 3,2 GHz – 3,73 GHz  | Sockel 478, Sockel T                                                        | 90 nm, 130 nm                               | 92–115 W  | Singel                    | 800 MHz, 1066 MHz                                                                                                 | 512 KB – 1 MB          | 0 KB – 2 MB  |
| Pentium M                 | 7xx                                                     | Banias, Dothan | 800 MHz – 2,266 GHz | Sockel 479                                                                  | 90 nm, 130 nm                               | 5,5–27 W  | Singel                    | 400 MHz, 533 MHz                                                                                                  | 1 MB – 2 MB            | N/A          |
| Pentium D/EE              | 8xx, 9xx                                                | Smithfield, Presler | 2,66 GHz – 3,73 GHz | Sockel T                                                                    | 65 nm, 90 nm                                | 95–130 W  | Dubbel                    | 533 MHz, 800 MHz, 1066 MHz                                                                                        | 2×1 MB – 2×2 MB        | N/A          |
| Intel Pentium Dual-Core   | E2xxx, E3xxx, E5xxx, T2xxx, T3xxx, T4xxx, SU2xxx        | Allendale, Penryn, Wolfdale, Yonah | 1,33 GHz – 2,93 GHz | Sockel M, Sockel P, Sockel T                                                | 32 nm, 45 nm, 65 nm                         | 10–65 W   | Singel, dubbel            | 533 MHz, 667 MHz, 800 MHz, 1066 MHz                                                                               | 1 MB – 2 MB            | N/A          |
| Intel Core                | Txxxx, Lxxxx, Uxxxx                                     | Yonah | 1,06 GHz – 2,33 GHz | Sockel M                                                                    | 65 nm                                       | 5,5–49 W  | Singel, dubbel            | 533 MHz, 667 MHz                                                                                                  | 2 MB                   | N/A          |
| Intel Core 2              | Uxxxx, Lxxxx, Exxxx, Txxxx, P7xxx, Xxxxx, Qxxxx, QXxxxx | Allendale, Conroe, Merom, Penryn, Kentsfield, Wolfdale, Yorkfield | 1,06 GHz – 3,33 GHz | Sockel M, Sockel P, Sockel J, Sockel T                                      | 45 nm, 65 nm                                | 5,5 – 150 | Singel, dubbel, fyra      | 533 MHz, 667 MHz, 800 MHz, 1066 MHz, 1333 MHz, 1600 MHz                                                           | 1 MB – 12 MB (2×6 MB)  | N/A          |
| Intel Core i3             | i3-xxx                                                  | Arrandale, Clarkdale | 2,4 GHz – 3,06 GHz  | LGA 1156                                                                    | 32 nm                                       | 35–73 W   | Dubbel                    | N/A | N/A                    | 3 MB – 4 MB  |
| Intel Core i5             | i5-6xx, i5-7xx                                          | Arrandale, Clarkdale, Clarksfield, Lynnfield | 1,06 GHz – 3,46 GHz | LGA 1156                                                                    | 32 nm, 45 nm                                | 17–95 W   | Dubbel, fyra              | 2,5 GT/s | 256 KB                 | 4 MB – 8 MB  |
| Intel Core i7             | i7-6xx, i7-7xx, i7-8xx, i7-9xx                          | Bloomfield, Clarksfield, Clarksfield XM, Lynnfield | 1,6 GHz – 3,33 GHz  | LGA 1156, LGA 1366                                                          | 45 nm                                       | 45–130 W  | Fyra                      | 4,8 GT/s, 6,400 GT/s                                                                                              | 4×256 KB               | 6 MB – 8 MB  |
| Intel Core i9             | i9-1xxx                                                 | Gulftown | 1,6 GHz – 2,96 GHz  | LGA 1366                                                                    | 32 nm                                       | 130 W     | Sex                       | 12,8 GT/s | 6×256 KB               | 12 MB        |
| Processor                 | Serie Nomenklatur                                       | Kodnamn | Klockfrekvens       | Sockel                                                                      | Tillverkning                                | TDP       | Kärnor                    | Busshastighet | L2 Cache               | L3 Cache     |